# World Club Challenge 2005
El World Club Challenge de 2005 fue la decimotercera edición del torneo de rugby league más importante de clubes a nivel mundial.

## Formato
Se enfrentan los campeones del año anterior de las dos ligas más importantes de rugby league del mundo, la National Rugby League y la Super League.

## Participantes
| Liga                       | Ganador                       |
| -------------------------- | ----------------------------- |
| National Rugby League 2004 | Canterbury-Bankstown Bulldogs |
| Super League IX            | Leeds Rhinos                  |

## Encuentro
| 4 de febrero | Leeds Rhinos | 39 - 32 | Canterbury-Bankstown Bulldogs | Elland Road, Leeds              |  |
|              |              |         |                               | Asistencia: 37 208 espectadores |  |

| Bandera de Inglaterra |
| Campeón Leeds Rhinos  |
| Primer título         |